# Ferrocarril de Arbroath y Forfar
El Ferrocarril de Arbroath y Forfar (en inglés, Arbroath and Forfar Railway, abreviado como A&FR) era un ferrocarril que conectaba la localidad de Forfar con la ciudad portuaria de Arbroath, en Escocia.
Abrió sus puertas en 1838-1839 y tuvo éxito en obtener beneficios, pero a lo largo de su historia casi siempre siempre padeció la escasez de capital. Usó el ancho de vía de 5 pies 6 plg (1676 mm).
Cuando se autorizó el ferrocarril de Aberdeen en 1845, arrendó la línea de Arbroath y Forfar para formar parte de su línea principal que conectaba Forfar y Aberdeen; se inauguró en 1848. El ferrocarril de Aberdeen iba a ser una línea de ancho estándar y el A&FR tuvo que modificar su ancho de vía. El trayecto del A&FR formaba parte de la línea principal de Stirling a Aberdeen, y cuando el Ferrocarril Británico del Norte (NBR) comenzó a viajar hacia Aberdeen en 1881, sus trenes también pasaban por una sección muy corta del A&FR.
Casi toda la línea se cerró en 1967, cuando se seleccionó la antigua ruta del NBR como la única ruta a Aberdeen, y la sección corta inmediatamente al norte de Arbroath es la única sección del A&FR que todavía está en uso.

## Historia

### Concepción y autorización
En los primeros años del siglo XIX se produjo una explosión en el volumen de producción textil en la ciudad escocesa de Angus cuando se introdujo la industrialización. El transporte de materias primas con fines agrícolas a los pueblos del interior, y de los productos terminados al mercado, se vio obstaculizado por las deficientes instalaciones de transporte de la ciudad. En 1817 los magistrados de Arbroath consideraron la construcción de un canal hasta Forfar, pero la propuesta no prosperó. A medida que la necesidad de una conexión de transporte se hizo más urgente, se propuso la idea de un ferrocarril, y en 1826 Stevenson y Blackadder inspeccionaron una ruta ferroviaria, que incluía un plano inclinado para descender a Arbroath y con el acceso final al puerto por las calles de la ciudad. Esta propuesta tampoco tuvo éxito, pero fue revivida en 1824, momento en el que una vía férrea para trasladar vagones era una alternativa viable; Robert Stevenson supervisó el estudio. La ruta habría implicado utilizar un plano inclinado trabajando con sogas para descender al puerto de Arbroath; pero la idea tampoco progresó.
En 1835, varios ciudadanos prominentes de Arbroath encargaron una revisión de las posibles rutas de un ferrocarril, examinando la propuesta de una vía férrea para transportar vagones. Ya por entonces la tecnología había llegado hasta el punto en que el ferrocarril era el medio de transporte natural. Se había encargado a la empresa de ingenieros ferroviarios Grainger y Miller de Edimburgo que llevara a cabo la revisión del proyecto, y propusieron una ruta bastante diferente de la de Stevenson; el Ferrocarril de Dundee y Newtyle se había inaugurado en 1832 e incluía circular por algunas calles de la propia ciudad de Dundee. Esta circunstancia se consideraba indeseable, y el acceso final al puerto de Arbroath se cambió para que se pudiera realizar sin ocupar calles. El costo estimado de construcción fue de 36.871 libras y el plan se lanzó al público en una reunión del 7 de agosto de 1835. Se suscribieron 40.000 libras en un mes. Un promotor local, William Lindsay Carnegie, se convirtió en el impulsor del nuevo trazado ferroviario.
Grainger y Miller recibieron ahora instrucciones para realizar un estudio detallado de la ruta con el fin de presentar un proyecto de ley parlamentario. Se encontraron con la oposición del propietario del castillo de Guthrie y de los fideicomisarios de la carretera de peaje, y se tuvo que realizar una revisión considerable de la ruta inicial. A medida que avanzaba la planificación, también hubo un gran aumento en el precio de los materiales, particularmente del hierro de los raíles y de las placas de asiento, y Grainger y Miller aumentaron su costo estimado a 70.000 libras.
Seleccionaron el ancho de vía de 5 ft 6 in (1.676 mm), que juzgaron adecuado para las condiciones del nuevo ferrocarril, y que también se propuso para el vecino Ferrocarril de Dundee y Arbroath (del que también eran los ingenieros). Sin embargo, ya habían usado el ancho de 4 ft 6 in 4 pies 6 plg (1372 mm) en las líneas de transporte de carbón de Lanarkshire, y estaban planeando utilizar un ancho de 4 pies 8,5 pulgadas (1,435 m) para el Ferrocarril de Edinburgo y Glasgow, de lo que claramente se deduce que no tenían presente la idea de una red ferroviaria. Whishaw informó más tarde que el ingeniero, el señor Grainger,
considera que la vía inglesa [de 4 pies 8½ pulgadas] es demasiado estrecha y la vía del Great Western [de 7 pies 0¼ pulgadas] es demasiado ancha; por lo tanto, ha tomado algo así como una media, que le permitiría dejar suficiente espacio para poder construir los motores de las locomotoras adecuadamente, y también disponer de más espacio útil en los vagones.
El proyecto de ley parlamentario se presentó a la sesión de 1836. Se experimentó una feroz oposición, principalmente de los fideicomisarios de la carretera de peaje. No obstante, la ley fue debidamente autorizada el 17 de mayo de 1836 para una línea desde el puerto de Arbroath hasta Forfar. En la misma sesión se autorizó el Ferrocarril de Dundee y Arbroath; que también debía acceder al puerto de Arbroath.
La conveniencia de que las dos líneas se conectaran era obvia, y se acordó que se unieran en Almericloss (contiguo a la calle Catherine). Old Almerie Close era el nombre de la residencia señorial situada frente a Guthrie Port, inmediatamente al este de Brothock Water, y New Almerie Close era otra residencia señorial situada cerca del cruce de la actual Bridge Street y Weavers Court. Este punto estaba muy cerca de la línea principal del Arbroath y Forfar, y el significado de Almericloss es simplemente el nombre de una referencia que se estipuló para la conexión entre las dos líneas.
Sin embargo, en esta etapa, la línea de Dundee y Arbroath debía seguir de cerca el frente marítimo hacia Arbroath desde el oeste, y llegar a Almericloss era impracticable. El D&AR examinó una entrada a Arbroath alternativa, descrita como una rasante elevada, pero el sobrecoste de esta solución impidió su puesta en práctica real, y aunque las Actas de autorización de las dos empresas se referían a los ramales a Almericloss, no se llegó a un acuerdo definitivo para construirlos.

### Construcción y apertura

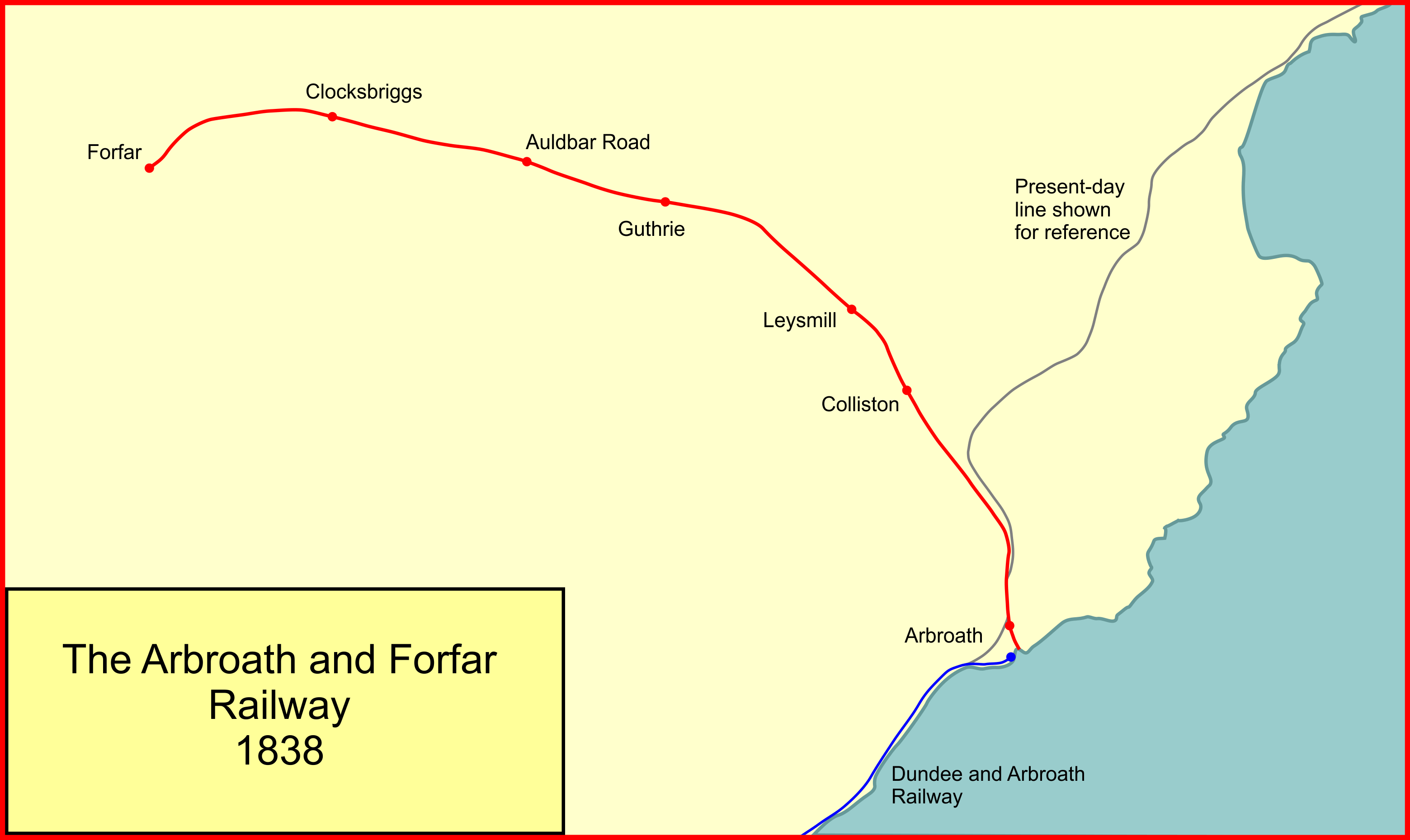
El Ferrocarril de Arbroath y Forfar en 1838

Grainger y Miller diseñaron el ferrocarril con una sola vía, con lugares de cruce cada 600 yardas (550 metros) aproximadamente. Esta era su costumbre en aquel momento, basada en vías para vagones tirados por caballos sin un horario fijo. La vía debía consistir en rieles sobre bloques de piedra y el ancho de vía debía ser de 5 ft 6 pulgadas (1384 mm).
En esta etapa, los directores se dieron cuenta de que no se tenía experiencia con las locomotoras, y se encargó a Grainger que visitara a los fabricantes y usuarios de las locomotoras para determinar las especificaciones más adecuadas.
El flujo de caja pronto se convirtió en un problema grave; la Compañía descubrió que muchos suscriptores no respondieron a las llamadas y la compañía tuvo que recibir un préstamo de 15.000 libras del British Linen Bank. Los contratistas también tenían un problema, porque a las pequeñas empresas les resultaba difícil pagar a los trabajadores al día, a pesar de que se les acabó pagando posteriormente.
El propietario del castillo de Guthrie puso considerables objeciones al ferrocarril, alegando que disminuiría su comodidad. Después de muchas negociaciones, el A&FR le asignó 1400 libras para construir un puente del ferrocarril sobre la puerta de entrada con un estilo ornamentado. Estaba "disfrazada de manera convincente como una entrada almenada al camino principal del castillo, [consistente] en un arco gótico perpendicular flanqueado por torres octogonales con paramentos almenados y ventanas lanceoladas".
Los gastos en adquisición de terrenos, construcción y material rodante excedieron las estimaciones y, a medida que la construcción se acercaba a su finalización, se presentaron incrementos sucesivos que totalizaron 103.904 libras esterlinas. Dos canteras se estaban preparando anticipándose a la ventaja de la conexión ferroviaria: en Letham y Leysmill, a unas 5 millas (8 km) de Forfar. En octubre de 1838 se realizó un envío de minerales desde las canteras hasta Forfar. Desde el sábado 24 de noviembre de 1838 se inició el tráfico de pasajeros entre Forfar y Leysmill, utilizando tracción a caballo, ya que las locomotoras todavía no estaban listas. El 3 de diciembre de 1838 la primera locomotora ya estaba lista, y la línea se abrió por completo de Forfar a Arbroath.

### Primeras operaciones
Al principio había dos trenes de pasajeros en cada sentido. Con solo una locomotora, "Victoria", primitiva en su tecnología en esta fecha temprana, la fiabilidad pronto fue un problema. Entre el 4 y el 13 de diciembre, la máquina estuvo fuera de servicio y hubo que recurrir al transporte con caballos. En enero, descarriló en Arbroath, de nuevo requiriéndose utilizar tracción animal. El 15 de marzo de 1839 se entregó una segunda locomotora, "Caledonia". El servicio de pasajeros se amplió a tres trenes diarios. El tráfico de mercancías y minerales se estaba recuperando hasta el punto de que era necesario adquirir vagones adicionales y materiales para hacer apartaderos adicionales. Los viajes hacia y desde la cantera de Leysmill eran adicionales a los otros servicios de trenes, y la escasez de material remolcado implicaba que los vagones vacíos que regresaban allí se recargaban de inmediato; la locomotora volvía a menudo a Arbroath para repostar agua mientras se realizaba la carga.
El 14 de mayo de 1839 se entregó la tercera locomotora; se llamó "Britannia". Todas las locomotoras tenían configuración de ruedas 2-2-2. El tráfico continuó aumentando de manera constante y en la reunión general anual de junio de 1839 se informó de que semanalmente se transportaban más de 1500 pasajeros y más de 800 toneladas de mercancías, lo que generó una ganancia en el semestre de 3614 libras. Sin embargo, el resultado positivo de los ingresos se basó en un fuerte endeudamiento, y la empresa debía 35.000 libras esterlinas a los bancos.
A mediados de agosto, el servicio de trenes de pasajeros se mejoró aún más, contando con cuatro trenes diarios en cada sentido.

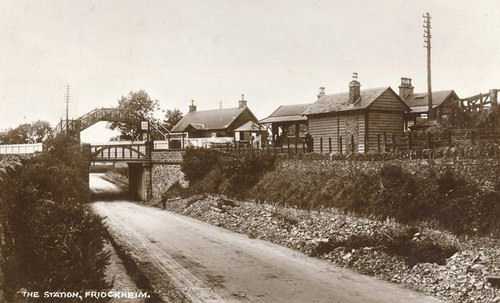
Estación de Friockheim en una postal antigua

Para resolver el problema de la escasez de capital, que impedía acometer mejoras muy evidentemente necesarias, el 3 de abril de 1840 se aprobó una Ley que autorizaba un aumento del capital social; disponiéndose un monto adicional de 55.000 libras esterlinas.
Francis Whishaw, después de una visita en 1841, escribió en 1842 que:
Al examinar esta línea en septiembre pasado, nos sorprendió mucho ver a un grupo de segadores que viajaban en los vagones de tercera clase en lugar de caminar hacia su trabajo; y descubrimos que no se trataba de un caso aislado, sino de todos los días. De hecho, con las tarifas bajas adoptadas en esta línea, es más económico para los pobres viajar que caminar.
La línea partía desde "cerca del puerto" en Arbroath, con una estación de pasajeros en Catherine Street. Luego se dirigía hacia el norte hasta el kirk en St Vigean's (donde la línea actual diverge a la derecha), y luego continuaba hacia el noroeste hasta Friockheim. Después seguía hacia el oeste hasta Guthrie y Forfar. La estación de Forfar estaba en el ángulo formado entre Playfield (ahora Victoria Street) y Bailiewellbrae Road (ahora Carsburn Road).
El trazado ascendía alrededor de 221 pies (67,4 m) desde Arbroath a Forfar: la pendiente más pronunciada era de 1 en 130 (7,7 milésimas) y las curvas eran suaves. La longitud de la línea era de poco más de 15 millas (24,1 km). Aunque se abrió como vía única, la plataforma estaba preparada para alojar una vía doble.
Al igual que el vecino Ferrocarril de Dundee y Arbroath, tenía un ancho de vía de 5 pies 6 plg (1676 mm), de acuerdo con el criterio del ingeniero Grainger.
La vía estaba formada por raíles de canto constante (es decir, sin el característico perfil de vientre de pez de los primeros diseños), con un peso de 48 libras por yarda (23,8 kg/m) sobre traviesas de madera. Las plataformas giratorias tenían 12 pies (3,7 m) de diámetro (se refiere a las placas para girar vagones, comúnmente utilizadas en aquella época para las conexiones con las vías de apartado).
Aparte de las estaciones terminales, había seis estaciones intermedias en Colliston, Leysmill, Friockheim, Guthrie, Auldbar Road y Clocksbriggs, aunque al principio "no se había incurrido en grandes gastos en la construcción de estaciones intermedias".

### Vinculación con el Ferrocarril de Dundee y Forfar

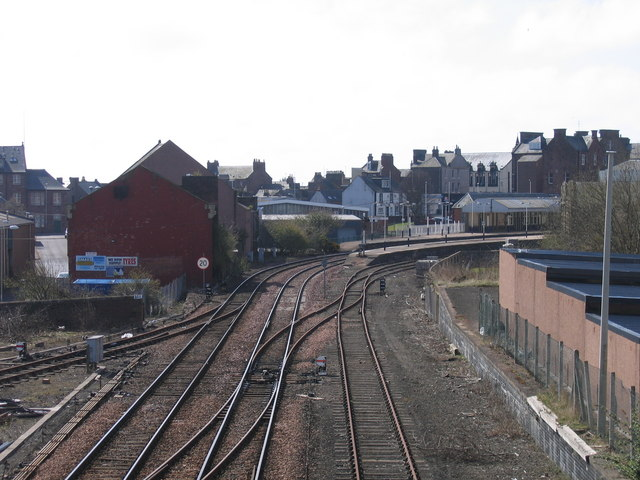
Vista de Arbroath, mirando al sur. La nueva estación conjunta está arriba a la derecha; y la línea del A&FR hasta Catherine Street y los muelles seguían a continuación

Como se ha descrito, tanto el A&FR como el Ferrocarril de Dundee y Forfar (D&FR) tenían derecho a construir ramales a Almericloss, lugar destinado a ser un depósito de mercancías y un punto de intercambio conjunto. De hecho, la línea del A&FR pasaba inmediatamente adyacente, pero la línea del D&FR recorría el frente marítimo en Arbroath, y no pudo construir la línea de conexión autorizada.
En 1839 se puso en servicio un ómnibus tirado por caballos entre las dos estaciones de pasajeros y se hizo algún intento por coordinar los horarios de los pasajeros para permitir las conexiones. Al año siguiente se acordó realizar la línea de conexión. La estación del D&FR estaba en Ladyloan (donde está hoy Gayfield Park). El A&FR había llegado a los muelles desde el principio, y la conexión se realizó extendiendo el D&FR una corta distancia hacia el este y mejorando la línea del A&FR.
No había trenes de pasajeros; de hecho, no está claro que circularan trenes de pasajeros en la línea; y si lo hicieron, no se sabe si los trenes del D&AR iban a la estación del A&FR o al revés. La Guía Bradshaw de 1843 muestra las dos líneas que se explotaban con horarios de pasajeros separados y una nota en la sección del D&AR indicaba que "Los pasajeros que deseen continuar, encontrarán un autobús [de carretera] esperando para transportarlos, sin cargo, entre la estación de Arbroath del Ferrocarril de Forfar y la estación de Arbroath de este ferrocarril". Sin embargo, existía un acuerdo para agrupar los vagones de mercancías en las dos redes.

### Recesión financiera

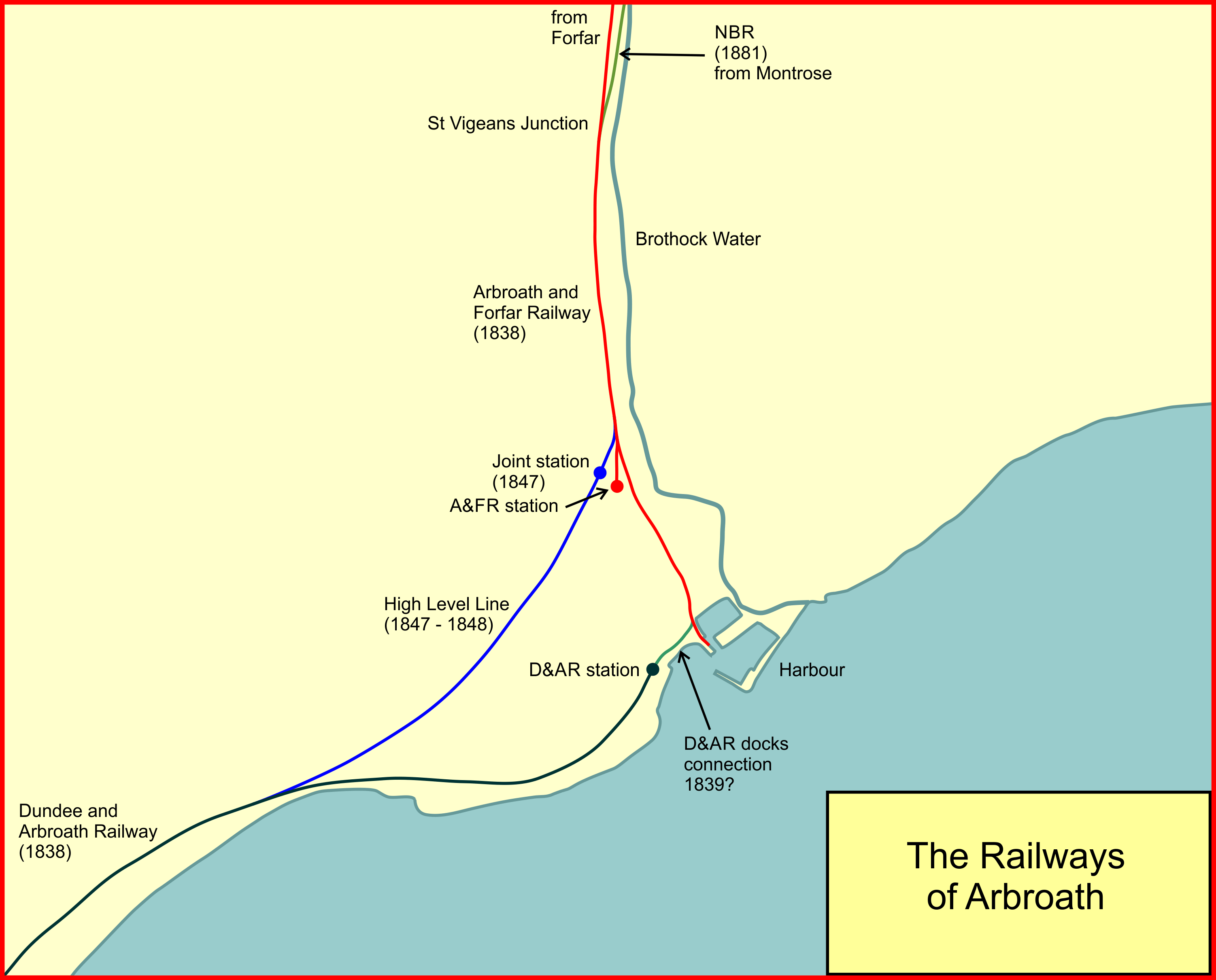
Los ferrocarriles de Arbroath

En los primeros años de funcionamiento, el ferrocarril se explotaba con una buena rentabilidad, y sus dificultades financieras se redujeron principalmente a la falta de capital. Había resuelto ese problema mediante la emisión de acciones preferentes del 5% en virtud de la Ley de 1840. Ese dinero redujo significativamente el dinero disponible para distribuir a los accionistas ordinarios. Además, la plataforma permanente original de la vía no era tan duradera como se esperaba, y hubo que gastar sumas importantes en su mantenimiento. Además, el impuesto gubernamental a los pasajeros era una pesada carga. En 1842 no se pudo repartir dividendo a los accionistas ordinarios y no había dinero para las mejoras necesarias en la línea.

### Ferrocarriles troncales
El Arbroath y Forfar había sido un ferrocarril local pionero. En la década de 1840, la red ferroviaria inglesa estaba tomando forma y se pensó mucho en conectar el centro de Escocia con Inglaterra y en incorporar las ciudades del norte a la red. En medio de una controversia considerable, el Ferrocarril Caledonian fue autorizado en 1845 a conectar Carlisle con Glasgow y Edimburgo. En la misma sesión, se produjo un frenesí de autorizaciones ferroviarias, incluidos el Ferrocarril Central Escocés, el Ferrocarril Midland Junction Escocés y el Ferrocarril de Aberdeen. Juntas, estas líneas iban a unir el centro de Escocia con Stirling, Perth, Forfar y Aberdeen.
En la preparación de los proyectos de ley para la sesión parlamentaria de 1845, los promotores del "Ferrocarril de Aberdeen y la Costa Este de Escocia" se acercaron al A&FR en marzo de 1844 (el primero pronto se convirtió simplemente en el "Ferrocarril de Aberdeen"). Querían construir una línea de Aberdeen a Friockheim, y que circularan trenes desde allí a través de Arboath a Dundee sobre el D&AR. Al mismo tiempo, los promotores del Ferrocarril Midland Junction Escocés (SMJR) planeaban construir una vía desde Perth a Forfar, creando una ruta directa desde el sur hasta Aberdeen, en parte sobre el A&FR. En el frenesí de los planes ferroviarios en este momento, ahora iba a haber una línea entre Dundee y Perth, y el Ferrocarril de Aberdeen estaba considerando usar esa ruta a Perth. El SMJR se sintió ofendido y, en represalia, declaró que construirían su propia línea desde Forfar a través de Brechin hasta Laurencekirk. La amenaza pudo haber sido infundada, pero el A&FR se dio cuenta de que su propia posición no era fuerte.
Durante algún tiempo se mantuvo la controversia sobre la estación de Forfar; el SMJR propuso una línea que pasara por ella y que se uniera a la línea del A&FR una milla más o menos, por detrás de la estación. ¿Cómo llegarían los trenes pasantes a Forfar? Después de muchas discusiones, se acordó la solución: el SMJR construiría otra estación de Forfar en su propia línea.
Solo a partir de entonces, durante la sesión parlamentaria de 1845, se supo que los ferrocarriles troncales se harían con el ancho estándar. Por lo tanto, el A&FR y el D&AR tendrían que modificar su ancho para adaptarse y, además, disponer de doble vía. El costo de la adecuación del A&FR se estimó en 43.600 libras, dinero que la compañía no podía esperar recaudar. La solución fue arrendar la línea al Ferrocarril de Aberdeen y permitirle realizar las obras. Así se acordó un cargo por arrendamiento del 5,25% sobre el valor de capital de la línea del A&FR adaptada, además del 50% de cualquier beneficio operativo (después del pago del cargo por arrendamiento). La fecha de entrada en vigor sería el 1 de febrero de 1848.

### Adaptación de la vía para la operación de la línea principal
El 31 de julio de 1845 se autorizaron varias importantes líneas escocesas, entre las que se incluían tanto el Ferrocarril de Aberdeen como el Ferrocarril Midland Junction Escocés.
En julio de 1846, el Ferrocarril de Dundee y Arbroath comenzó a construir la conexión elevada entre su línea y Almericloss, un poco más allá de la estación del A&FR en Catherine Street. Se iba a construir una nueva estación conjunta de pasajeros cerca de la estación del A&FR, frente a Keptie Street. La ruta dejó la línea principal original al oeste de Rosemount Road y siguió la alineación actual a través del flanco noroeste de la ciudad. El A&FR no se apresuró a tomar medidas, pero el trabajo comenzó más adelante colocando una nueva línea de ancho estándar en el lado norte de la vía única existente. La nueva vía tendría traviesas de madera transversales y rieles de hierro forjado, pero la vía antigua simplemente debía recuperarse, no modernizarse. El Ferrocarril de Aberdeen se opuso a esta decisión y exigió que la vía antigua se reforzara con materiales modernos. Esto supuso un costo adicional considerable, y el A&FR tuvo que buscar fondos adicionales para pagar la obra.
Además, era necesario convertir las locomotoras y el material rodante o adquirir nuevos equipos. Se consideró que una cantidad considerable de material rodante no era apto para la conversión y se vendió o desguazó. Las locomotoras Victoria y Caledonia se convirtieron, pero otras tres locomotoras y mucho material rodante se vendieron en una subasta el 28 de diciembre de 1848. La Britannia y la Princess fueron compradas por una empresa canadiense, el Ferrocarril de Montreal y Lachine, funcionando allí y en el Ferrocarril de St. Lawrence y Atlantic hasta 1859.
El 7 de julio de 1847, los primeros trenes de ancho estándar circularon por el A&FR y se comenzó a trabajar para convertir el ancho de la antigua vía restante. El enlace en Arbroath con el D&AR se había utilizado para los trenes de mercancías desde el 23 de diciembre de 1847, y los trenes de pasajeros utilizaron el enlace desde el 1 de febrero de 1848, sirviéndose de una estructura de estación conjunta temporal al principio, y la antigua estación del A&FR se convirtió en un depósito de mercancías. La estación de Ladyloan en el D&AR y su tramo de acceso se cerraron inmediatamente. La nueva estación conjunta permanente se completó mucho más tarde, siendo inaugurada el 14 de diciembre de 1858.

### Apertura del Ferrocarril de Aberdeen
El ferrocarril de Aberdeen comenzó a funcionar el 1 de febrero de 1848; la línea de Arbroath y Forfar, arrendada a perpetuidad, era simplemente una rama de la empresa más grande, que en sí misma era solo un eslabón en una cadena de ferrocarriles. Durante un período, el Ferrocarril de Aberdeen, afectado por la escasez de capital, solo estuvo abierto hacia el norte hasta el Puente de Dun. La Compañía del A&FR continuó existiendo, recibiendo y distribuyendo el cargo por arrendamiento hasta 1923.

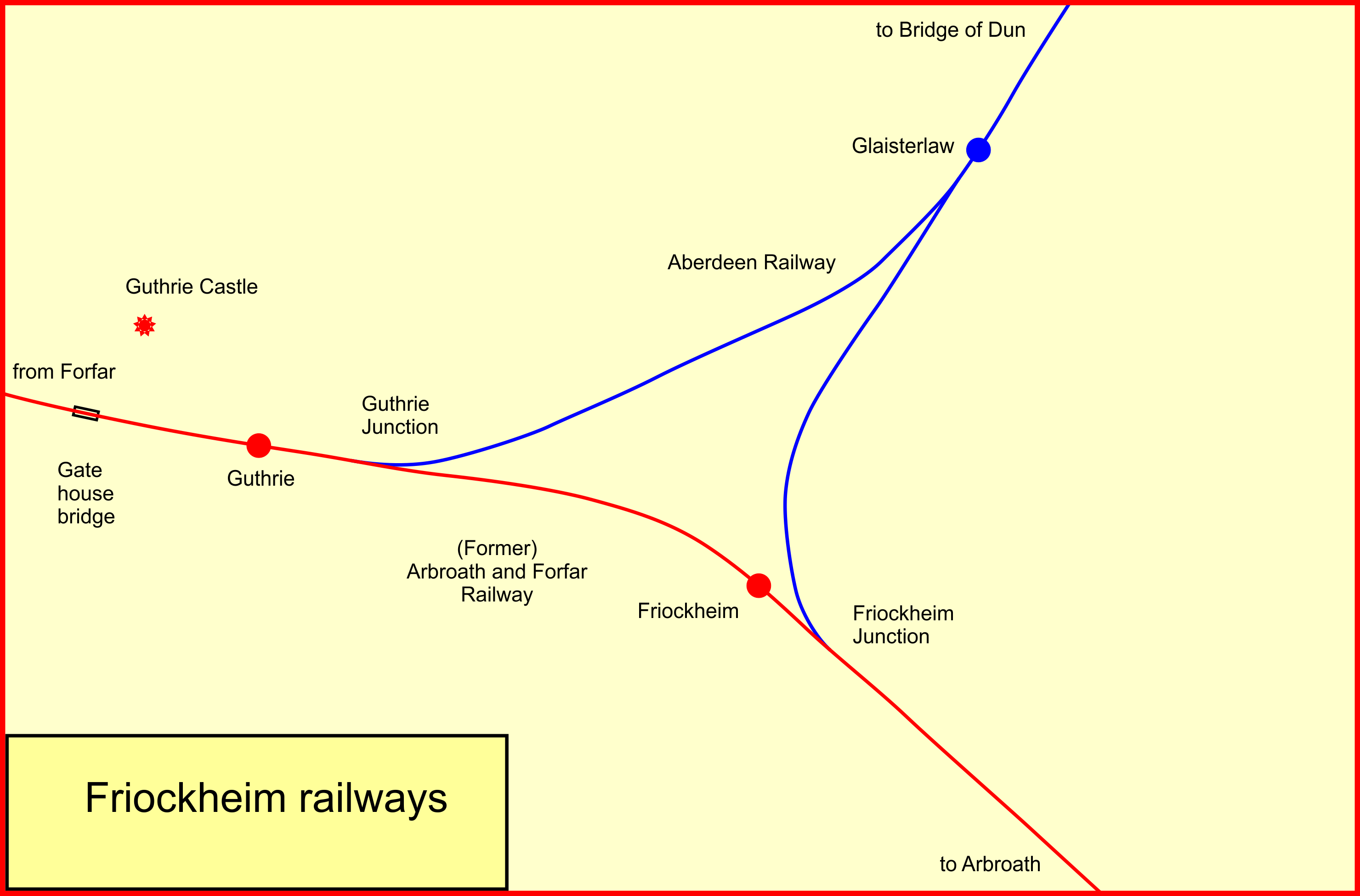
Ferrocarriles en Friockheim

Una conexión triangular unía el A&FR con la línea principal. El vértice norte estaba en Glasterlaw; con el vértice sur (el de Arbroath) en Friockheim; y el vértice oeste estaba en Guthrie. Sin embargo, la bifurcación de Guthrie no estaba conectada correctamente y no se abrió al principio. La estación de Friockheim no estaba en el cruce del ápice, sino un poco en el lado de Guthrie. Por lo tanto, los trenes de Aberdeen a Forfar pasaban el cruce y circulaban marcha atrás a la estación para hacer la escala, y luego continuaron su viaje; esta práctica había sido prohibida específicamente por la Junta de Comercio. De hecho, la mayoría del tráfico ferroviario de Aberdeen tomaba la curva de Guthrie y se dirigía a Perth a través de Forfar y el SMJR. Gran parte del tráfico de Dundee viajaba a través de Forfar y el Ferrocarril de Dundee y Newtyle; que hasta octubre de 1849 todavía tenía su propio ancho de vía de 4 ft 6.5in (1384 mm), por lo que el transbordo y el cambio de tren fueron necesarios durante algunos años.

### Formación del Ferrocarril del Noreste Escocés
Las numerosas pequeñas empresas ferroviarias de la zona acabarían por fusionarse. El Ferrocarril de Aberdeen operó mediante un acuerdo flexible con el Ferrocarril Midland Junction Escocés (SMJR) y el Ferrocarril Central Escocés (SCR), con un grupo común de locomotoras y material rodante, pero en 1856 ese acuerdo llegó a su fin, cuando el Ferrocarril de Aberdeen y el Ferrocarril Midland Junction Escocés se fusionaron para formar el Ferrocarril del Noreste Escocés (SNER). Por el momento, el Ferrocarril Central Escocés siguió su propio camino. El contrato de arrendamiento del A&FR se transfirió al SNER. La nueva compañía concentró su tráfico desde Aberdeen hacia el sur a través de Forfar, y la línea hacia Arbroath cayó en desuso. Su vía fue levantada en 1857.
Sin embargo, la enconada rivalidad entre el SNER y el SCR dio como resultado que el tráfico se desviara a través de Arbroath, lo que obligó a restablecer la línea de Friockheim; se volvió a anunciar como una sola línea, y se inauguró el 1 de abril de 1863.
La Ley de 1836 que autorizaba al A&FR había especificado que la línea a los muelles de Arbroath debería tener puertas en los varios pasos a nivel de carreteras en Arbroath; que nunca se habían construido. Después de varios accidentes, los Comisarios de Policía solicitaron en mayo de 1856 que se instalaran las puertas. El SNER negoció con la policía, y finalmente se acordó que las puertas se colocarían solo en Millgate Street. A continuación se produjo una tendenciosa polémica legal, y entre otras cosas, el ferrocarril argumentó que la ley había requerido la construcción de pasos elevados y, que por lo tanto, nadie tenía derecho a exigir puertas en un paso a nivel. Parece que el asunto finalmente se abandonó.
En 1865 y 1866, respectivamente, el SCR y el SNER fueron absorbidos por el Ferrocarril Caledonian, formando una línea continua de propiedad única desde Carlisle hasta Aberdeen. El control del Caledonian acabó con el motivo de desviar los trenes de la ruta de Forfar, y la curva de Friockheim se cerró de nuevo el 1 de noviembre de 1867.
El Parlamento estaba incómodo con la formación de grandes compañías ferroviarias y, al aprobar el proyecto de ley de fusión, otorgó poderes de explotación sobre gran parte de la parte norte del sistema al Ferrocarril del Norte Británico (NBR), que presionó aún más a los miembros de la cámara y obtuvo la autorización en 1871 para construir una línea desde un cruce en St Vigeans, un poco al norte de Arbroath, hasta Kinnaber Junction a través de Montrose, lo que le daba acceso a Aberdeen sobre la antigua ruta ferroviaria de Aberdeen. La construcción del puente del Tay se estaba llevando a cabo en la década de 1870, y el NBR solicitó la propiedad conjunta (con el Ferrocarril Caledonian) de la línea de Dundee y Arbroath; para hacer valer sus poderes sobre la antigua línea del A&FR desde la estación conjunta de Arbroath hasta el cruce en St Vigeans, y también hasta los muelles en Arbroath sobre la línea del puerto del A&FR. Además, como la línea del NBR de Montrose no estaría lista durante algún tiempo, el NBR solicitó poderes de circulación sobre el ramal de Friockheim-Glasterlaw, que había sido levantado y reinstalado dos veces y nuevamente levantado. La conexión estuvo lista el 26 de julio de 1876.
En 1870, la SNER abrió su línea directa de Dundee y Forfar, que se unía a la línea del A&FR al este de Forfar, de cara a la estación. Los trenes de mercancías comenzaron a funcionar el 12 de agosto de 1870. La aprobación para la apertura de pasajeros fue rechazada al principio debido a deficiencias en la señalización, pero finalmente comenzó el 14 de noviembre de 1870.
En 1879, la parte de la antigua línea del A&FR (ahora perteneciente al Caledonian) entre Arbroath y St Vigians Junction se transfirió a la empresa conjunta Dundee y Arbroath, dada la participación del NBR en la línea.
El 28 de diciembre de 1879, el puente del Tay se derrumbó dejando interrumpido el paso sobre el estuario, y el NBR pasó a operar trenes de mercancías a través de Perth y Dundee; los pasajeros cruzaban en barco el estuario hasta Broughty Ferry. El NBR abrió su línea de St Vigeans a Montrose para mercancías el 1 de marzo de 1881, pero solo al principio.
En 1902, el viaducto de Friockheim (en el ramal entre Friockheim Junction y Glasterlaw) necesitaba una gran reconstrucción, que se llevó a cabo durante dos años a un costo considerable para el Caledonian: el principal usuario era el NBR. No obstante, el tráfico pronto disminuyó; los trenes del Caledonian entre Dundee y Aberdeen se interrumpieron a partir del 1 de febrero de 1908 y la línea de derivación se cerró una vez más, esta vez finalmente.
Entre 1907 y 1912 se reconstruyó y modernizó la estación de Arbroath.

### Agrupación y nacionalización
A finales de 1922 se pretendía que todas las líneas principales de ferrocarriles de Gran Bretaña fueran "agrupadas" de acuerdo con la Ley de Ferrocarriles de 1921. El Ferrocarril Caledonian era un componente del nuevo Ferrocarril de Londres Midland y Escocés (LMS) con una fecha de adjudicación prevista del 1 de enero de 1923. Los tecnicismos impidieron que todos los requisitos legales se finalizaran en la fecha de vencimiento, aunque a efectos prácticos se llevó a cabo la transferencia.
El Ferrocarril de Arbroath y Forfar no había operado su línea desde 1848: era solo una compañía financiera, y argumentó que la agrupación de administraciones de los ferrocarriles no tenía por qué afectarle. Esta propuesta fue rechazada y los accionistas del A&FR recibieron 146 libras de acciones del LMS al 4% por cada 100 libras de su propia participación.
En 1936, la línea se separó entre Guthrie Junction y Letham Mill.
Los ferrocarriles fueron nacionalizados en 1948; el LMS pasó a formar parte de los Ferrocarriles Británicos.
Tras el fin de la Segunda Guerra Mundial, el uso del ferrocarril local disminuyó sustancialmente y la línea entre St Vigeans Junction en Arbroath y Guthrie se cerró. El antiguo servicio del NBR entre Arbroath y Montrose continuó, al igual que las líneas de conexión a las canteras. El 4 de septiembre de 1967 cesaron los servicios directos entre Perth y Forfar, y la antigua ruta del NBR era la única línea principal hacia el norte. La antigua línea del A&FR cerró al mismo tiempo. El único residuo de la red anterior era el tramo corto desde la estación de Arbroath hasta St Vigeans Junction, operado como parte de la ruta restante Dundee - Arbroath - Montrose, que sigue en uso en la actualidad.

## Locomotoras
Al principio se dispuso de tres locomotoras, "Victoria", "Britannia" y "Caledonia", todas ellas máquinas ténder de seis ruedas, con ruedas motrices de 5 pies (152 cm) y ruedas de transporte de 3 pies 6 pulgadas (107 cm). Tenían cilindros exteriores y los rodamientos de los ejes estaban situados interiormente.

## Coches de viajeros
Los coches eran de tres tipos: "Mixtos" con un compartimento central de primera clase y de segunda clase en cada extremo, solo de "Segunda" clase y solo de "Tercera". Los compartimentos de primera clase estaban acristalados, mientras que los de segunda clase estaban provistos de cortinas. La tercera clase no tenía techo, pero tenía asientos.

## Operaciones actuales
Excepto el tramo entre la nueva estación de Arbroath y St Vigean's Junction (operado por Network Rail, con servicios de pasajeros  principalmente de la compañía Abellio ScotRail como parte de la Línea de Edinburgo a Aberdeen), el ferrocarril está cerrado.

## Topografía

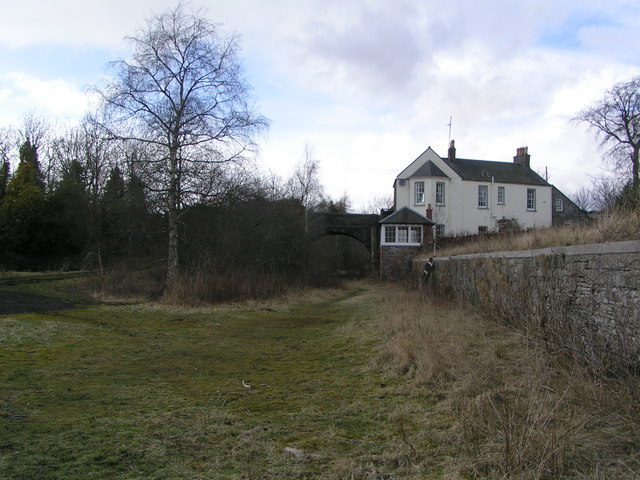
Edificio del Jefe de Estación de Auldbar

- Forfar; inicialmente descrito como Forfar Play Field; inaugurada el 4 de diciembre de 1838; reemplazada por la Estación del Midland Junction Escocés (en la línea del SMJR) el 2 de agosto de 1848;
- Unión Forfar; convergencia de la línea del SMJR desde Perth; divergencia de la línea directa de Dundee;
- Clocksbriggs; inaugurada el 4 de diciembre de 1838; cerrada el 1 de enero de 1917; reabierta el 2 de junio de 1919; cerrada el 5 de diciembre de 1955;
- Auldbar Road; inaugurada el 4 de diciembre de 1838; cerrada el 11 de junio de 1956;
- Guthrie; inaugurada el 4 de diciembre de 1838; cerrada el 5 de diciembre de 1955; se muestra como "Estación Guthrie Junction" en algunos mapas del Ordnance Survey;
- Cruce de Guthrie; divergencia de la ruta ferroviaria de Aberdeen a Glasterlaw y al Puente de Dun;
- Friockheim; inaugurada el 4 de diciembre de 1838; cerrada el 5 de diciembre de 1955;
- Friockheim Junction; convergencia de la ruta ferroviaria de Aberdeen desde Glasterlaw;
- Border Quarry; ramal de conexión a una cantera;
- Leysmill; inaugurada el 24 de noviembre de 1838; cerrada el 5 de diciembre de 1955;
- Colliston; inaugurada el 24 de noviembre de 1838; cerrada el 5 de diciembre de 1955;
- Letham Quarry; ramal de conexión a una cantera;
- St Vigeans Junction; convergencia de la antigua línea de Montrose del Ferrocarril del Norte Británico;
- Arbroath North; divergencia de la línea a la Estación de Arbroath (Joint) y Dundee;
- Calle Arbroath Catherine; trenes de pasajeros tirados por caballos pararon aquí desde el 24 de noviembre de 1838; estación formal establecida el 3 de enero de 1839.[17] cerró en 1848, cuando los trenes se desviaron a Arbroath (Joint)

## Conexiones con otras líneas
- Ferrocarril Midland Junction Escocés en Forfar North Junction
- Línea Directa de Dundee y Forfar en Forfar East Junction
- Ferrocarril de Aberdeen en Friockheim Junction y Guthrie Junction
- Ferrocarril del Norte Británico, Arbroath y Montrose en St Vigean's Junction al noreste de Arbroath
- Ferrocarril de Dundee y Arbroath, cerca de la nueva estación de Arbroath y Arbroath (Catherine Street)

## Lecturas relacionadas
- Whishaw, Francis (1842). The Railways of Great Britain and Ireland Practically Described and Illustrated (2nd edición). London: John Weale. pp. 1-6. OCLC 833076248.